# 4819 Gifford
4819 Gifford este un asteroid din centura principală, descoperit pe 24 mai 1985 de Alan Gilmore și Pamela Kilmartin.